# Хауел (Јута)
Хауел (енгл. Howell) град је у америчкој савезној држави Јута.

## Демографија
По попису из 2010. године број становника је 245, што је 24 (10,9%) становника више него 2000. године.
| Група             | 2000.       | 2010.       |
| Белци             | 219 (99,1%) | 234 (95,5%) |
| Афроамериканци    | 1 (0,5%)    | 0 (0,0%)    |
| Азијати           | 0 (0,0%)    | 0 (0,0%)    |
| Хиспаноамериканци | 0 (0,0%)    | 11 (4,5%)   |
| Укупно            | 221         | 245         |